# I'm Still Here
I'm Still Here (portugisiska: Ainda Estou Aqui) är en brasiliansk historisk och biografisk dramafilm som hade premiär den 1 september 2024. Filmen är baserad på Marcelo Rubens Paivas självbiografi, och är regisserad av Walter Salles.
Filmen hade biopremiär i Sverige den 21 mars 2025, utgiven av Triart Film.
Vid Oscarsgalan 2025 tilldelades filmen en Oscar för bästa internationella långfilm.

## Handling
Filmen handlar om en fembarnsmamma som blir tvungen att förändra sitt liv efter att hennes man kidnappas av regeringen av politiska skäl.

## Rollista (i urval)
- Fernanda Torres – Eunice Paiva
  - Fernanda Montenegro – Eunice Paiva, som äldre
- Selton Mello – Rubens Paiva
- Luiza Kosovski – Eliana Paiva
  - Marjorie Estiano – Eliana Paiva, som äldre
- Humberto Carrão – Félix
- Maeve Jinkings – Dalva Gasparian
- Caio Horowicz – Ricardo Gomes Pimpão
- Camila Márdila – Dalal Achcar